# Wangnitzsee
Der Wangnitzsee (WgS) liegt auf dem Gebiet der Gemeinde Priepert in Mecklenburg-Vorpommern; seine Größe beträgt 190 Hektar. Der See ist stark gegliedert und verfügt über einige kleinere Inseln. Seine West-Ost-Ausdehnung beträgt etwa 2,6 Kilometer, seine Breite bis zu 800 Meter. Nordwestlich des Sees liegt der Kleine Wangnitzsee, und südlich schließen sich der Kleine und Große Priepertsee an. Der Wangnitzsee wird an seinem Westrand von der Havel durchflossen. Sein 400 Meter breiter Westteil bei OHW-km 75,4 ist eine sogenannte sonstige Binnenwasserstraße des Bundes, die zur Bundeswasserstraße Obere Havel-Wasserstraße (OHW) gehört; zuständig ist das Wasserstraßen- und Schifffahrtsamt Oder-Havel.
Der Wangnitzsee bietet unter anderem einen Lebensraum für See- und Fischadler, Otter, Europäische Sumpfschildkröte und Eisvogel. Aufgrund der geringen Tiefe ist er Brut- und Laichgewässer für den Zander. Da er für den Motorbootverkehr gesperrt ist, verspricht er gute Bedingungen für Wasserwanderungen.
Der See wurde erstmals 1542 als Wangelitz schriftlich erwähnt. Der Name leitet sich vom slawischen Wort Vągoŕnica her und bedeutet „Aalsee“.